# چشمه (فیلم ۱۳۵۱)
چشمه فیلمی به کارگردانی، تهیه‌کنندگی و نویسندگی آربی اوانسیان ساختهٔ سال ۱۳۵۱ است. فیلمنامهٔ چشمه از رمانی به نام چشمهٔ هغنار اثر نویسندهٔ ارمنی مگردیچ آرمن اقتباس شده‌است. نسخهٔ ۳۵ میلیمتری این فیلم در سال ۲۰۲۲ توسط سینماتک فرانسه مرمت شده‌است و قرار است در سی و ششمین جشنواره فیلم ایل چینما رتیراتو (سینمای دوباره کشف‌شده) در شهر بولونیای ایتالیا نمایش داده شود. نسخهٔ مرمت شده دارای زیرنویس فرانسوی می‌باشد.

## بازیگران
- پرویز پورحسینی
- آرمان
- مهتاج نجومی
- جمشید مشایخی
- فرامرز صدیقی
- فخری پازوکی
- اسماعیل خلج
- هوشنگ شهبازی
- فرهاد مجدآبادی
- شهرو خردمند

## عوامل تولید
- منشی صحنه: ژیلا مهرجویی
- فیلمبردار: نعمت حقیقی
- موسیقی: کومیتاس
هوشنگ آزادی‌ور و رضا علامه‌زاده